# The Process of Belief
The Process of Belief est le douzième album de Bad Religion, sorti chez Epitaph le 22 janvier 2002.
C'est leur premier album avec le batteur Brooks Wackerman.

## Liste des morceaux
| No  | Titre                         | Durée |
| --- | ----------------------------- | ----- |
| 1.  | Supersonic                    |       |
| 2.  | Prove It                      |       |
| 3.  | Can't Stop It                 |       |
| 4.  | Broken                        |       |
| 5.  | Destined For Nothing          |       |
| 6.  | Materialist                   |       |
| 7.  | Kyoto Now!                    |       |
| 8.  | Sorrow                        |       |
| 9.  | Epiphany                      |       |
| 10. | Evangeline                    |       |
| 11. | The Defense                   |       |
| 12. | The Lie                       |       |
| 13. | You Don't Belong              |       |
| 14. | Bored And Extremely Dangerous |       |

## Composition du groupe pour l'enregistrement
- Greg Graffin, chant
- Brett Gurewitz, guitare
- Greg Hetson, guitare
- Brian Baker, guitare
- Jay Bentley, basse
- Brooks Wackerman, batterie